# Théville
Théville é uma comuna francesa na região administrativa da Normandia, no departamento Mancha. Estende-se por uma área de 7,83 km². Em 2010 a comuna tinha 345 habitantes (densidade: 44,1 hab./km²).